# Ernst Küster (Mediziner)

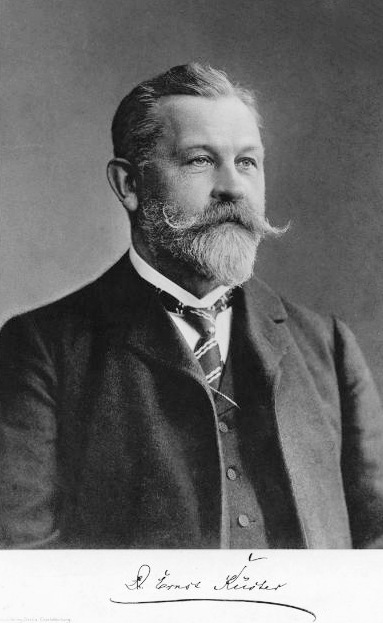
Dr. Ernst Küster, um 1910

Ernst Georg Ferdinand Küster (* 2. November 1839 in Kalkofen auf Wollin; † 19. April 1930 in Berlin) war ein deutscher Chirurg und Hochschullehrer Marburg.

## Biografie
Ernst Küster war der ältere Bruder des späteren Mediziners und Publizisten Konrad Küster. Er legte sein Abitur in Stettin ab und studierte in Bonn (wo er 1859 der Burschenschaft Frankonia beitrat), Würzburg und Berlin. Nach seiner Promotion 1863 diente er 1864–1865 als Einjährig-Freiwilliger im Garde-Artillerie-Regiment.
Im Jahr 1866 bekam er eine Stelle als Assistent am Berliner St. Hedwig-Krankenhaus, doch musste er seine Tätigkeit bald darauf wegen der Teilnahme am Feldzug gegen Böhmen unterbrechen. 1867 ging er an das Krankenhaus Bethanien in Berlin und wurde Schüler und Assistent von Robert Friedrich Wilms. Während des Deutsch-Französischen Krieges arbeitete er in Feldlazaretten und im Hauptquartier des III. Armee-Korps in Versailles.
Ab 1871 leitete er das Barackenlazarett am Invalidenpark und im daraus hervorgegangenen Kaiserin-Augusta-Hospital die chirurgische Abteilung. 1875 habilitierte sich Küster für Chirurgie und wurde 1879 außerordentlicher Professor. Nachdem die Kaiserin Augusta wiederholt seinen Weggang an auswärtige Hochschulen verhindert hatte, folgte er nach ihrem Tod 1890 einem Ruf als Ordinarius für Chirurgie an die Philipps-Universität Marburg. Im Jahr 1884 wurde er zum Mitglied der Leopoldina gewählt. In seiner Antrittsrede 1895 als Rektor der Universität Marburg mit dem Titel Die Krankenpflege in Vergangenheit und Gegenwart, sprach sich Küster dafür aus, die Laienkrankenpflege als gleichberechtigt neben der konfessionellen Krankenpflege anzuerkennen.
Küster war einer der Vorkämpfer der von Joseph Lister entwickelten antiseptischen Chirurgie in Deutschland. Er entwickelte eine Methode des vollkommenen Wundverschlusses. Weiterhin leistete er wichtige Beiträge zur Nierenchirurgie, zur Behandlung von Eiterungen in starrwandigen Körperhöhlen und zur Hals-Nasen-Ohren-Chirurgie. Zu seinen Oberärzten in Marburg gehört unter anderem (ab 1896) der spätere Hochschullehrer Eugen Enderlen.
Heftige Auseinandersetzungen in der Marburger Fakultät führten 1907 zu Küsters vorzeitigen Emeritierung. Er kehrte als Chirurg ohne Lehrverpflichtungen nach Berlin zurück und arbeitete als Fachschriftsteller in Charlottenburg. Während des Ersten Weltkriegs unterstützte er die Berliner Lazarette als konsultierender Chirurg.

## Mitgliedschaft
Am Gründungskongress der Deutschen Gesellschaft für Chirurgie (DGCH) im Jahr 1872 nahm Küster teil. Die Jahresversammlung 1903 wählte ihn für ein Jahr zu ihrem Vorsitzenden. 1922 wurde er Ehrenmitglied der Gesellschaft.
Während seiner Zeit in Marburg vertrat Küster seine Universität im preußischen Herrenhaus.

## Veröffentlichungen (Auswahl)
- Über die Anwendung versenkter Nähte, insbesondere bei plastischen Operationen. In: Verhandlungen der Deutschen Gesellschaft für Chirurgie. 1884.
- Zur Diagnose und Therapie der Pankreaszysten. In: Berliner Klinische Wochenschrift. Band 154, 1887.
- Zur operativen Behandlung des Magengeschwürs. Bericht über die Verhandlungen der Deutschen Gesellschaft für Chirurgie, XXIII. Kongr. 1894.
- Die Chirurgie der Nieren, der Harnleiter und der Nebennieren. 2 Bände. Enke, Stuttgart 1896–1902.
- Grundzüge der allgemeinen Chirurgie und chirurgischen Technik für Ärzte und Studierende. Urban & Schwarzenberg, Berlin 1908.
- Geschichte der neueren deutschen Chirurgie. Hrsg. von P. von Bruns, Enke, Stuttgart 1915 (= Neue Deutsche Chirurgie. Band 15).
- Die Krankenpflege in Vergangenheit und Gegenwart. Rede, gehalten bei Übernahme des Rektorats an der Universität Marburg am 13. Oktober 1895, N.G. Eiwert, Marburg 1895.
- Beiträge zu Albert Eulenburgs Real-Encyclopädie der gesammten Heilkunde. Erste Auflage.
  - Band 1 (1880) (Digitalisat), S. 397–412: Antisepsis
  - Band 2 (1880) (Digitalisat), S. 52–59: Bauchwunden; S. 597–604: Brustwunden
  - Band 3 (1880) (Digitalisat), S. 389–391: Compressionsverband; S. 705–707: Decubitus
  - Band 5 (1881) (Digitalisat), S. 54–58: Erfrierung (chirurgisch); S. 92–100: Erysipelas; S. 701–708: Gelenkverletzungen, Gelenkwunden im Allgemeinen
  - Band 6 (1881) (Digitalisat), S. 250–258: Halswunden; S. 358–360: Hautemphysem; S. 590–595: Hospitalbrand
  - Band 8 (1881) (Digitalisat), S. 442–445: Lymphangitis
  - Band 10 (1882) (Digitalisat), S. 538–542: Phlegmone
  - Band 11 (1882) (Digitalisat), S. 303–306: Quetschung; S. 505–513: Rippen
  - Band 13 (1883) (Digitalisat), S. 136–142: Sternum
  - Band 14 (1883) (Digitalisat), S. 683–705: Wunden
  - Band 15 (1883) (Digitalisat), S. 296–302 (Nachträge): Wundbehandlung